# Stolnica v Tripolisu
Stolnica v Tripolisu (arabsko كاتدرائية طرابلس) je nekdanja rimskokatoliška stolnica, ki stoji na tako imenovanem katedralnem trgu v središču Tripolisa, glavnega mesta Libije. Stavba, ki je bila dokončana kot cerkev v 20. letih 20. stoletja med italijansko libijsko kolonialno dobo, je bila preurejena v mošejo okoli leta 1970 na trgu preimenovan v Alžirski trgu/trg Elgazajer (Maidan al Džazair/Majdan elgazajer).
Kot začasna stolnica za apostolski vikariat v Tripolisu je služila prokatedrala sv. Frančiška.

## Zgodovina
Stolnica v Tripolisu je bila zgrajena ok. leta 1923 in uradno odprta leta 1928, čeprav je bila delno dokončana šele med italijansko libijsko kolonialno dobo. Prvotni arhitekt je bil Saffo Panteri, ki je zasnoval stolnico v neoromanskem slogu v obliki bazilike s kupolo, ki je dosegala višino 46 m, vključno z zvonikom (kampanile), ki je bil visok 60 m in je bil okrašen z gravurami in kipci v renesančnem beneškem slogu.
Stolnico je 24.–26. novembra 1928 slovesno odprl in posvetil apostolski vikar Svetega sedeža v Tripolitaniji mons. Giacinto Tonizza. Slovesnost je potekala v navzočnosti generalnega guvernerja Emilia De Bona in v navzočnosti najvišjih civilnih oblasti in vojaških hierarhij iz treh glavnih libijskih regij Tripolitanije, Cirenajke in Fezana.
Leta 1920 je italijanska skupnost v Tripolisu ugotovila, da je število naseljencev naraslo na 25.000 ljudi in da bo potrebna nova katoliška stolnica. Po vzoru bizantinske arhitekture iz 4. in 5. stoletja našega štetja bi zasnova vključevala osrednjo baziliko, ki bi sledila tipični rimski arhitekturi, in zvonik, ki bi izstopal po svoji velikosti in višini na trgu, ki se dviga nad večino stavb v mestu, predvsem pa črtaste fasade in ukrivljeni okenski loki, značilni za bizantinsko arhitekturo.
Januarja 1923 so izbrali temelje, položili temeljni kamen in pričeli z gradnjo nove stolnice. Območje, izbrano za gradnjo, je bilo izbrano predvsem zaradi udobja v središču mesta, kjer se stekajo glavne ceste in v bližini Palazzo delle Poste (palača Pošte), ki je takrat mejala na takratni sedež Tripolitania INPS, in ceste Corso Vittorio Emanuele III., ki je povezana s krožiščem Gazelle z vodnjakom, ki gleda na cesto Lungomare Giuseppe Volpi.
Med 5-letno gradnjo je stolnica skupaj z drugimi cerkvami sodelovala pri letnih praznovanjih epifanije, kadar je bilo to mogoče, zunaj stolnice. Gradnja je bila končana konec decembra 1931 z dokončanjem 60-metrskega zvonika in 4,70-metrskega križa. Ob epifaniji leta 1932 je v Tripolisu potekala slovesnost. Prvič je zazvonilo pet zvonov livarne Fratelli Barigozzi (Bratje Barrigozzi). Po poročilih  po Vittorija Sciute, ki je takrat živel in proučeval to obdobje, sta odgovornost za gradnjo stolnice prevzeli dve 'poslovni skupini', in sicer 'skupina prebujanja' in 'Società Chini' (Družba Chini). Bazilika, za katero je značilna rimska arhitektura in bela fasada, je s svojo velikostjo in višino izstopala na trgu, in se dvigala nad večino stavb v mestu in je resnično spominjala na čudež v Tripolisu. Eden najbolj opaznih dogodkov v zvezi s stolnico je bil evharistični kongres 24. novembra 1937, ki je bil tudi posnet.
Stolnica v Tripolisu je bila druga katoliška cerkev, posvečena v mestu, prva je bila Santa Maria degli Angeli, ki jo je zgradila malteška skupnost leta 1870 in še vedno stoji v starem mestu Tripolisa.

## Pretvorba v mošejo
Julija 1970, po vzponu na oblast Moamerja Gadafija, je revolucionarni svet ukazal zaplembo vse italijanske in cerkvene lastnine. Septembra istega leta je bil apostolski vikar iz Bengazija izgnan, stolnica pa zaprta.
Stolnico so pozneje preoblikovali v mošejo, imenovano mošeja Gamala Abdela Naserja ali mošeja Alžirskega trga. Zaradi kontroverzne narave teh informacij in zaradi namernega zgodovinskega negacionizma Gadafijevega režima in njegovih nezanesljivih virov se je uradna pretvorba morda začela pozneje, ko so bili nekateri deli stolnice spremenjeni, nato pa v celoti in vidno dokončani na zunanjosti okoli konca leta 1990–2000. Stolnico so preimenovali v mošeja Gamala Abdela Naserja in se trenutno še uporablja.
Nekdanja stolnica je ohranila svojo splošno obliko, z glavno baziliko in ločeno obliko zvonika, vendar sta pročelje stavbe in notranjost doživeli velike spremembe.
Od leta 2020 je mošeja odprta za javnost in jo je mogoče obiskati.